# Kyle Arrington
Kyle Chandler Arrington (Accokeek, 12 agosto 1986) è un giocatore di football americano statunitense che gioca nel ruolo di cornerback per i Baltimore Ravens della National Football League (NFL). Al college ha giocato a football alla Hofstra University.

## Carriera professionistica

### Philadelphia Eagles
Arrington firmò coi Philadelphia Eagles dopo non essere stato scelto nel Draft NFL 2008. Fu svincolato definitivamente il 10 settembre 2008.

### Tampa Bay Buccaneers
Arrington firmò con la squadra di allenamento dei Tampa Bay Buccaneers il 17 settembre 2008, dove trascorse il resto della stagione. Fu promosso nel roster regolare il 10 settembre 2009, debuttando come professionista nella prima gara della stagione. Fu svincolato il giorno successivo.

### New England Patriots
Arrington firmò così con la squadra di allenamento dei New England Patriots e l'8 settembre 2009 fu promosso nel roster attivo dopo che l'allenatore dei Cleveland Browns Eric Mangini aveva provato a farlo passare alla sua squadra.
Nel 2010, Arrington si guadagnò il ruolo di cornerback titolare nella seconda partita, conservandolo per il resto della stagione. Terminò l'annata con un intercetto, che ritornò per 36 yard in touchdown contro i Green Bay Packers. Un altro lo segnò sul ritorno di un field goal bloccato contro i Miami Dolphins nella settimana 4. L'anno successivo guidò la NFL con 7 intercetti assieme a Charles Woodson e Eric Weddle. Nel 2013 firmò un rinnovo contrattuale di quattro anni coi Patriots.
Nel 2014, Arrington non fece registrare alcun intercetto ma segnò due touchdown come membro degli special team. A fine anno vinse il Super Bowl XLIX contro i Seattle Seahawks.

### Baltimore Ravens
Il 13 maggio 2015, Arrington firmò coi Baltimore Ravens.

## Palmarès

### Franchigia
- Super Bowl : 1

New England Patriots: XLIX
- American Football Conference Championship: 2

New England Patriots: 2011, 2014

### Individuale
- Leader della NFL in intercetti: 1

2011

## Statistiche
| Partite totali      | 87  |
| Partite da titolare | 56  |
| Tackle              | 352 |
| Sack                | 3,0 |
| Intercetti          | 9   |
| Fumble forzati      | 5   |

Statistiche aggiornate alla stagione 2014